# Silent Scope
Silent Scope è un videogioco arcade sviluppato nel 1999 da Konami. Il gioco è stato convertito per Sega Dreamcast, PlayStation 2, Game Boy Advance, Xbox e iOS.
Il videogioco ha ricevuto un seguito denominato Silent Scope 2: Fatal Judgement (pubblicato come Silent Scope 2: Dark Silhouette in America Settentrionale e distribuito con il titolo Silent Scope 2: Innocent Sweeper in Giappone).

## Trama
Nei panni di un tiratore scelto, bisogna difendere il presidente degli Stati Uniti d'America e la sua famiglia rapiti da un'organizzazione terroristica.

## Modalità di gioco
Sparatutto con pistola ottica, nel cabinato presentava una riproduzione di un fucile di precisione dotato di un piccolo schermo a cristalli liquidi.

## La serie
1. Silent Scope (1999)
2. Silent Scope 2: Fatal Judgement (2000)
3. Silent Scope EX (2001)
4. Silent Scope 3 (2002)
5. Silent Scope Complete (2004)
6. Silent Scope: Bone Eater (2014)